# Каипы
Каи́пы — деревня в Лаишевском районе  Республики Татарстан Российской Федерации. Является административным центром Егорьевского сельского поселения.

## География
Деревня находится на автомобильной дороге Казань - Оренбург, в 23 километрах к северу от города Лаишево. 

## История
Деревня известна с периода Казанского ханства. 
Русское население появилось в 1550-х годах. 
В 1630-х - 1760-х годах часть Каип находилась в собственности Казанского Спасо-Преображенского монастыря. 

## Население
| 1782             | 1859 | 1884 | 1897 | 1908 | 1920 | 1926 | 1938 | 1949 | 1958 | 1970 | 1979 | 1989 | 2002 |
| ---------------- | ---- | ---- | ---- | ---- | ---- | ---- | ---- | ---- | ---- | ---- | ---- | ---- | ---- |
| 25 душ муж. пола | 378  | 439  | 411  | 478  | 385  | 532  | 256  | 285  | 258  | 256  | 219  | 369  | 493  |

## Экономика
Cкотоводство.

## Социальная инфраструктура
Основная школа, дом культуры, библиотека, фельдшерский пункт, центр единоборств.